# Alpheus paracrinitus
Alpheus paracrinitus is een garnalensoort uit de familie van de Alpheidae. De wetenschappelijke naam van de soort is voor het eerst geldig gepubliceerd in 1881 door Miers.